# 坂井政市
坂井 政市（政一）（さかい まさいち、1889年(明治22年)8月17日 – 1970年(昭和45年）4月22日)は、日本の実業家。1905年長野県北安曇郡美麻村にて木材業を創業。1924年に土木建築請負業を兼業。1944年法人設立、1946年に社名変更、坂井興業株式会社を設立、専務取締役社長を務める。

## 来歴
長野県出身。長野県北安曇郡美麻村で木材業を営んでいたが、同郡大町へ移転。製材業・建設材販売業・土木建設請負業を開業。1943年（昭和18年）、紺綬褒章（第6462号)を受章。長野県中小企業団体中央会常任理事、大町町会議員、大町町会議長などを歴任。

## 主な業績
- 坂井政市は、大町木材（株）[9]や坂井林業（株）[10]など次々に木材業の会社を設立し、さらに1944年に坂井興業（株）を展開し運営する。1940年には、長野県の多額納税者[11]。当初資本金は18万円であった[12]が、1948年には百万円に増資している[13]。
- 1952年には、坂井興業は木材・製材業において、年販売素材4千石、板角材1万石、枕木2千石、木箱仕組板2千石を記録。また建設業において、年工事高2千7百万円の売り上げがあった[13]。本社（2821番地）以外に工場（2828番地）を持ち、主要設備として製材機11台を所有。従業員は42名[13]。
- 営業に関しては、本社・工場以外に、出張所として、長野出張所（長野市岡田町261番地）、東京出張所（東京都墨田区大平町1の12）を持ち、事業拡張を行っていた[14]。
- 1960年には、坂井興業は資本金350万円（７万株）、年施工高1億２千万円、工場主要設備も３０機械、建物面積2,402平方メートルとなる成長を見せた[15]が、その後倒産。
- 坂井政市は、先祖から受け継いだ地である美麻村高地の高地神社に、1943年（昭和18年）に寄進の記念碑を建てている。そこに記載されていることからわかるのは、彼が高地神社の鳥居・社名標・玉垣を寄付したことである。それらは石造（大理石）であることから今に残り、神楽殿や本殿や奥の院などの木造建物が朽ち果てた現在でも、かつての高地地区の繁栄を伝えている[16][17][18]。
- 1943年には、大町町役場建設資金の一部を寄付している[19]。また、1946年（昭和21年）には、美麻村高地分校の新築資金に対して寄付を行なっている[20]。同年12月23日に催された新築落成式の写真が、写真集『美麻村の百年』に残されている。
- 坂井政市（政一）は、大町町議会議員として、土木・工務・都市計画などの委員を務め、土木委員長・工務委員長を歴任、1948から1951年まで町議会議長を務める[21]。水道問題・健康問題・警察問題・公有林問題に加えて、中学校・小学校の建築・大町病院設立・山岳博物館設立などの問題に取り組んだ[22]。